# Chlorella
Chlorella (slovenjeno klorela) je rod enoceličnih zelenih alg kroglaste oblike velikih od 2 do 10 μm. Pogosto se uporabljajo kot prehransko dopolnilo. 

## Nahajališče
V naravi najdemo pripadnike rodu Chlorella v manjših stoječih vodah, mlakah in ribnikih, posebno še, če vsebuje organske snovi. Pogosto raste tudi na kopnem, na dovolj vlažnih tleh. Najdemo jo kot zeleno prevleko na steni dreves in zidov, kjer preživi tudi sušna obdobja. Izsušene celice prenaša veter in tako se alga širi.

## Pridobivanje
Dolgo časa je problem predstavljala težka prebavljivost kloreline celične stene. Ta je namreč izredno žilava, tako da si naše telo ne more kaj prida pomagati z obilico hranilnih snovi, ki jih ta alga sicer vsebuje. Z odkritjem posebne metode mletja, s katero je moč streti 95% celičnih sten je dosežena 80% klorelina prebavljivost. Poleg mletja se pri pripravi klorele uporabljajo tudi druge metode odpiranja celične stene, ki temeljijo na toplotni, kemični, encimski ali ultrazvočni obdelavi. Vendar pa so te metode slabše od mehanske, saj se z njimi uničijo tudi številne hranilne snovi, prebavljivost pa se znatno ne zveča.

## Sestavine
Vsebuje beljakovine, katerih aminokislinska sestava se lahko primerja s sestavo v živalskih beljakovinah. V beljakovinah so zastopane vse za človeka pomembne esencialne aminokisline. Nekoliko manjša je le vsebnost metionina, kar pa se je izkazalo kot prednost pri zdravljenju številnih rakavih bolezni. Visoko vrednost imajo tudi ogljikovi hidrati ter maščobe, slednje vsebujejo predvsem nenasičene maščobne kisline (80%), med drugim tudi take, ki imajo poseben varovalni učinek na zdravje. Alge rodu Chlorella vsebujejo tudi vitamine (beta-karoten, vitamini A, B-kompleks, vitamini C, E, inositol, PABA, niacin) in mineralne snovi (fosfor, kalij, magnezij, žveplo, železo, kalcij, mangan, baker, cink in kobalt), poleg tega pa vsebuje še klorofil, nukleinske kisline ter Chlorellin rastni faktor (CGF).

## Delovanje in raziskave
O uporabi klorele v medicinske namene je bilo narejenih mnogo znanstvenih študij, o njenih ugodnih učinkih pa pričajo tudi številni primeri iz vsakodnevne zdravniške prakse.
Za pripadnike rodu Chlorella je dokazano, da povečajo telesno odpornost ter tako ščiti telo pred virusnimi in bakterijskimi okužbami ter celo malignimi boleznimi. Klorela učinkovito razstruplja človeški organizem z vezavo strupenih snovi v črevesju in s spodbujanjem aktivnosti jeter, poleg tega pa izboljšuje prebavo, uravnava iztrebljanje in odpravlja meteorizem. Nekatere raziskave kažejo, da klorela pospešuje regeneracijo celic, blaži vnetja ter zavira razvoj kroničnih degenerativnih bolezni, zlasti ožilja in sklepov (npr. ateroskleroza in artritis). V mnogih primerih tudi uspešno zdravi vnetje želodčne sluznice ter rano na želodcu ali dvanajstniku.

### Vpliv na krvni tlak in serumsko koncentracijo holesterola
Po 21 tednih dajanja pripravkov teh zelenih alg hipertenzivnim podganam so ugotovili precej nižjo serumsko koncentracijo holesterola, kot tudi nižje povišanje krvnega tlaka ter daljšo povprečno življenjsko dobo glede na kontrolne skupine.

### Antioksidativni učinek
A. Proučevali so antioksidativni učinek alkoholnega ekstrakta morske alge C. vulgaris na lipidno peroksidacijo pri podganah. Lipidno peroksidacijo so povzročili z intraperitonealno aplikacijo naftalena, pri čemer se je le-ta signifikantno povečala, koncentracija encimskih (superoksidna dismutaza, katalaza, glutation peroksidaza) in neencimskih (glutation, askorbinska kislina in alfa tokoferol) antioksidantov pa se je signifikantno zmanjšala. Peroralna aplikacija ekstrakta te alge (70 mg/kg telesne teže) je pokazala signifikantno zmanjšanje lipidne peroksidacije, aktivnost encimskih in neencimskih antioksidantov pa se je zvišala.
B. Podganam z diabetesom so po aplikaciji 7,3% praška klorele ugotovili signifikantno zmanjšanje krvne koncentracije glikiranega hemoglobina in serumske koncentracije holesterola. Učinka na serumsko koncentracijo glukoze niso opazili. Rezultati so pokazali tudi antioksidativno delovanje alge.

### Izločanje in jetrna akumulacija H6CDD
Proučevali so učinek Chlorelle pyrenoidose na izločanje in jetrno akumulacijo polikloriranega dibenzo-p-dioksina v miškah. Mišim so aplicirali 1,2,3,4,7,8 heksaklorodibenzo-p-dioksin (H6CDD). Skupini, ki so jo hranili z 10% Chlorello pyrenoidoso, se je kumulativno izločanje H6CDD preko prvega tedna signifikantno povečalo (9,2 krat) glede na miške, ki niso dobivale dodatkov, prav tako je bilo opazno povečanje (3,1 krat ) po petih tednih. Pri teh miškah je bila tudi akumulacija po petih tednih signifikantno manjša.
Rezultati so pokazali, da Chlorella pyrenoidosa zmanjša absorpcijo dioksina s hrano in prepreči njegovo akumulacijo ter poveča izločanje s fecesom.

### Antihipertenzivni učinek
Izvedena je bila randomizirana klinično kontrolirana študija na 24 bolnikih s povišanim krvnim tlakom. Po dveh mesecih jemanja so zaključili, da je pacientom z blago do zmerno hipertenzijo dnevni vnos pripravkov iz alg rodu Chlorella zmanjšal ali pa vsaj stabiliziral vrednost njihovega tlaka.

### Vpliv na kronične bolezni
A. Izvedena je bila dvojno slepa randomizirana placebo kontrolirana klinična študija na 55 pacientih s fibromialgijo, 33 s hipertenzijo in 9 z ulceroznim kolitisom. Po 2 do 3 mesecih dnevnega vnosa pripravkov Chlorelle so ugotovili ublažene simptome in izboljšano kakovost življenja, zmanjšano hipertenzijo, nižji nivo serumskih lipidov, pospešeno celjenje ran ter izboljšano imunsko funkcijo.
B. Izvedena je bila pilotna študija na pacientih s fibromialgijo. Pacienti so dva meseca prejemali pripravek klorele. Z izpraševanjem so ugotovili, da je dodatek zelene alge sedmim pacientom izboljšal simptome, šest pacientov ni čutilo sprememb, pet pa jih je verjelo, da so simptomi še slabši kot prej.
Rezultati te pilotne študije namigujejo na to, da ekstrakt alge sicer olajša simptome te bolezni vendar so za razjasnitev tega učinka potrebne dodatne raziskave.

## Stranski učinki
Na začetku uživanja klorelinih pripravkov lahko pride do povečanega nastajanja plinov v črevesju zaradi povečane peristaltike; nepravilnosti v gibanju črevesja, rahle slabosti in povišane telesne temperature. Pri alergičnih ljudeh lahko pride do pojava alergijskih simptomov (akne, izpuščaji, ekcem). Zaradi izločanja odvečne količine klorofila pa je možno zeleno obarvanje črevesne vsebine.